# Gabrielle Carteris
Gabrielle Anne Carteris (ur. 2 stycznia 1961 w Scottsdale) – amerykańska aktorka i działaczka związkowa. Sławę przyniosła jej rola Andrei Zuckerman w młodzieżowym telewizyjnym hicie lat 90. Beverly Hills, 90210. Od 2012 pełni funkcję przewodniczącej związku SAG-AFTRA, który jest największym amerykańskim związkiem zawodowym zrzeszającym aktorów, prezenterów telewizyjnych i radiowych, modeli, piosenkarzy oraz inne osoby zatrudnione w firmach medialnych.

## Życiorys
Córka Marlene (pośrednika w sprzedaży nieruchomości) i Ernesta Carterisa (właściciela restauracji). Ma brata bliźniaka, Jamesa. Jej rodzice rozeszli się sześć miesięcy po jej urodzeniu. Matka Carteris przeniosła się z dziećmi do San Francisco, gdzie otworzyła sklep z ubraniami dla dzieci. Uczęszczała do liceum Marin County w Kalifornii, gdzie zaczęła interesować się sztuka i baletem. Jako szesnastolatka występowała jako mim na European Tour. Ukończyła Sarah Lawrence College w 1983 z tytułem magistra.
Carteris jest Żydówką. Poślubiła Charlesa Isaacsa, maklera giełdowego w 1992, ma z nim dwie córki.

## Filmografia
- 1989 Szalony Megs (Jacknife) jako dziewczyna w barze
- 1992 Mój brat Kain (Raising Cain) jako Nan
- 2001 Malpractice
- 2001 Full Circle
- 2002 Raport mniejszości (Minority Report) – głos

Filmy i seriale telewizyjne
- 1987 Seasonal Differences
- 1987 What If I'm Gay?
- Inny świat (Another World)
- Big Guy and Rusty the Boy Robot
- Beverly Hills, 90210
- 1995 Seduced and Betrayed
- 1995 Mixed Blessings
- 1995 Gabrielle
- Batman przyszłości (Batman Beyond)
- 1996 To Face Her Past
- 2002 Trapped: Buried Alive
- 2003 The Surreal Life
- 2005 Deck the Halls
- 2006 Drake and Josh
- 2010 Criminal Mind,  s5 e17 -  jako Nancy Campbell